# Sinfonietta de Hong Kong
A Sinfonietta de Hong Kong foi fundada em 1990 por um grupo local de músicos com a missão de levar a música clássica ao povo. Atualmente a orquestra conta com cinquenta e seis músicos. Em 1999 ela foi reorganizada e o maestro Tsung Yeh foi apontado como diretor musical. Em abril de 2002 o renomado maestro Yip Wing-sie tornou-se o novo diretor musical.
Desde 1999 a Sinfonietta colaborou com ilustres músicos internacionalmente renomados, como Vladimir Ashkenazy, Augustin Dumay, Fou Ts'ong, Christopher Hogwood, Luciano Pavarotti, Pinchas Zukerman, entre outros.